# 张家口轨道交通
张家口轨道交通，是中华人民共和国河北省张家口市规划和预留建设的轨道交通，部分线路制式拟选用为磁悬浮。2019年7月，国家发改委、省政府联合印发《张家口首都“两区”建设规划（2019-2035年）》，明确提出“近期规划建设张承旅游铁路张家口段”。

## R1线
轨道交通R1线制式拟选用为城际铁路，设计时速160公里，预留时速200公里，省发改委已对张家口旅游铁路一期工程进行项目核准，一期工程勘察设计招标公告已发布，初步设计、施工图设计已全面展开，截止2020年11月，全线初步设计完成。

## 崇礼太子城冰雪小镇有轨电车
2022年冬奥会张家口赛区的配套工程，崇礼太子城小镇有轨电车项目公司，河北城轨有轨电车有限公司正式于2020年成立，该有轨电车项目经理为宋海滨，截止2020年12月，上海电气自动化集团已中标冬奥会赛区有轨电车弱电一体化项目。
崇礼太子城冰雪小镇有轨电车一期全长1.6公里，设6座车站，于2022年2月4日开通运营。线路二期预留向两端延伸条件，长约5.1公里，共设站14个。

### 车站
| 中文名称         | 英文名称                 | 换乘                 |
| ---------------- | ------------------------ | -------------------- |
| 太子城遗址公园   | Taizicheng Heritage Park |                      |
| 太子城大道       | Taizicheng Avenue        |                      |
| 奥林匹克颁奖广场 | Olympic Medals Plaza     | 京张城际铁路太子城站 |
| 四季商街         | The Village              |                      |
| 云湖             | Sky Lake                 |                      |
| 冰雪会堂         | Ice & Snow Hall          |                      |

## 历史
2016年4月25日，张家口磁悬浮项目正式签约。2016年11月4日，张家口磁浮交通发展股份有限公司成立。2017年，张家口轨道交通线网规划完成招标。2018年，河北省发改委下发《关于做好轨道交通项目研究工作的通知》（冀发改基础〔2018〕1696 号）要求谋划推动张家口旅游铁路项目。2019年，张家口高铁站轨道交通预留完工。同年张家口首都水源涵养功能区和生态环境支撑区建设规划（2019-2035年）获得国家发改委批准，该规划提到近期建设张承旅游铁路张家口段。2020年，张家口R1线张家口至张北段一期工程和张北至沽源段二期工程勘察设计招标公告正式发布，初步设计和施工图设计已经全面展开。同年6月17日，张家口旅游铁路一期工程张家口至张北段勘察设计招标-张家口旅游铁路一期工程张家口至张北段勘察设计招标-中标公示发布。9月，张家口崇礼有轨电车EPC项目停车场即将完成今年首块底板砼浇筑。11月3日，张家口崇礼奥运赛区太子城冰雪小镇有轨电车（园区专线）EPC工程施工监理服务项目招标公告发布。2020年12月，二期工程预可研报告已完成，正与投资合作方探讨战略合作框架协议，动车所选址方案也正在确定。2021年6月，太子城小镇有轨电车停车库主体结构封顶。2021年9月，太子城小镇有轨电车铺轨进度已完成90%。崇礼太子城冰雪小镇有轨电车一期工程原预定于2022年2月4日开通运营。

## 线路
张家口轨道交通已经确定的规划有7条线，全长850.1公里。近期规划为R1线一期和二期，全长66.995公里。
- 轨道交通R1线
- 轨道交通R2线
- 轨道交通R3线
- 轨道交通R4线
- 轨道交通R5线
- 轨道交通R6线
- 草原天路